# Skokovi u vodu na OI 2016.
Skokovi u vodu na OI 2016. u Rio de Janeiru održani su od 7. do 20. kolovoza u Centru za vodene sportove Maria Lenk.  Nastupilo je ukupno 136 skakača, svi skakači morali su imati najmanje 14 godina na datum 31. prosinca 2016. Hrvatska je po prvi puta u povijesti imala predstavnika, Marcelu Marić koja je zauzela 25. mjesto u skokovima s daske.

## Osvajači odličja

### Muškarci
| Kategorija                 | Zlato                                           | Srebro                              | Bronca                                             |
| 3 m daska                  | Cao Yuan NR Kina                                | Jack Laugher Ujedinjeno Kraljevstvo | Patrick Hausding Njemačka                          |
| 10 m toranj                | Chen Aisen NR Kina                              | Germán Sánchez Meksiko              | David Boudia SAD                                   |
| 3 m daska sinkronizirano   | Ujedinjeno Kraljevstvo Chris Mears Jack Laugher | SAD Sam Dorman Michael Hixon        | NR Kina Cao Yuan Qin Kai                           |
| 10 m toranj sinkronizirano | NR Kina Chen Aisen Lin Yue                      | SAD David Boudia Steele Johnson     | Ujedinjeno Kraljevstvo Tom Daley Daniel Goodfellow |

### Žene
| Kategorija                 | Zlato                          | Srebro                                     | Bronca                                    |
| 3 m daska                  | Shi Tingmao NR Kina            | He Zi NR Kina                              | Tania Cagnotto Italija                    |
| 10 m toranj                | Ren Qian NR Kina               | Si Yajie NR Kina                           | Meaghan Benfeito Kanada                   |
| 3 m daska sinkronizirano   | NR Kina Shi Tingmao Wu Minxia  | Italija Tania Cagnotto Francesca Dallapé   | Australija Maddison Keeney Anabelle Smith |
| 10 m toranj sinkronizirano | NR Kina Chen Ruolin Liu Huixia | Malezija Cheong Jun Hoong Pandelela Rinong | Kanada Meaghan Benfeito Roseline Filion   |